# Rosema tinae
Rosema tinae är en fjärilsart som beskrevs av Paul Thiaucourt 1979. Rosema tinae ingår i släktet Rosema och familjen tandspinnare. Inga underarter finns listade.